# Siret (Roménia)

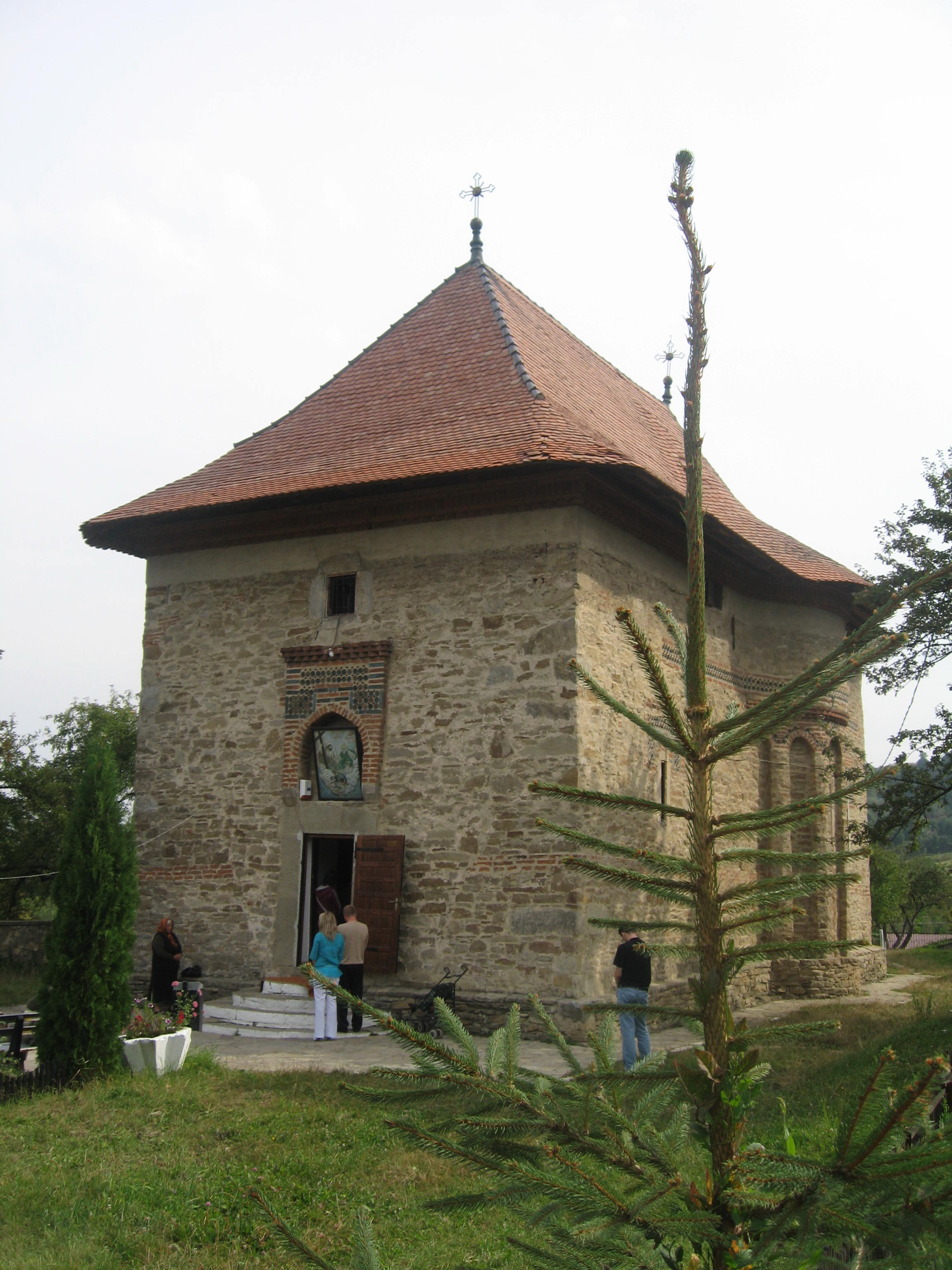

Siret é uma cidade da Roménia com 10.003 habitantes, localizada no judeţ (distrito) de Suceava.